# Copa Castilla y León de fútbol 2009-10
La Copa de Castilla y León de fútbol es un torneo de fútbol entre clubes de Castilla y León.

## Planteamiento inicial
En esta primera edición participan trece equipos de la comunidad divididos en tres grupos de cuatro equipos, clasificándose para semifinales los campeones de grupo, más el Real Valladolid que por su condición de único representante de la comunidad en Primera División, ya está clasificado de oficio para dicha ronda.
Los trece equipos participantes son:
| De Primera División | De Segunda División              | De Segunda División B                                                                                | De Tercera División                                       |
| ------------------- | -------------------------------- | --- | --------------------------------------------------------- |
| - Real Valladolid   | - C.D. Numancia - U.D. Salamanca | - Cultural Leonesa - S.D. Ponferradina - Zamora C.F. - C.D. Guijuelo - C.F. Palencia - C.D. Mirandés | - Burgos C.F. - Real Ávila - Arandina C.F. - G. Segoviana |

Téngase en cuenta que el reparto de las plazas a los equipos no sigue un patrón de méritos deportivos, ya que hay dos equipos mejor clasificados que la Gimnástica Segoviana en la última liga de Tercera División los cuales no han sido invitados para disputar dicha competición. La Federación de Castilla y León de Fútbol justificó esta decisión basándose en el hecho de contar con al menos un equipo por provincia de Castilla y León.

## Grupos
Toda la competición se disputa a partido único en campo del equipo de menor categoría. Los grupos de la primera fase se deciden por proximidad geográfica. En un primer momento los grupos quedan de la siguiente manera:
- Grupo A: Zamora, U.D. Salamanca, C.D. Guijuelo, Real Ávila
- Grupo B: C.D. Numancia, Burgos C.F., C.D. Mirandés, Arandina Club de Fútbol
- Grupo C: C.F. Palencia, Gimnástica Segoviana, Ponferradina, Cultural Leonesa

Pero tras las renuncias de Real Ávila y Gimnástica Segoviana por motivos económicos, la composición de grupos varía. El puesto dejado por la Gimnástica Segoviana lo ocupará el Atlético Bembibre y el dejado por el Real Ávila se deja vacío. 

## Clasificación, partidos y resultados

### Fase de grupos

#### Grupo A
| Pos | Equipo         |     |     |  | Pts | PJ | PG | PE | PP | GF | GC | GAv |
| --- | -------------- | --- | --- |  | --- | -- | -- | -- | -- | -- | -- | --- |
| 1   | U.D. Salamanca |     |     |  | 6   | 2  | 2  | 0  | 0  | 5  | 2  | +3  |
| 2   | C.D. Guijuelo  | 2-3 |     |  | 3   | 2  | 1  | 0  | 1  | 5  | 4  | +1  |
| 3   | Zamora         | 0-2 | 1-3 |  | 0   | 2  | 0  | 0  | 2  | 1  | 5  | -4  |

| 4 de agosto de 2009, 21:00 h.          | Zamora                 | 1 – 3   | C.D. Guijuelo                              | Estadio Ruta de la Plata, Zamora                                     |                                                                      |
|                                        | Iker Alegre (pen.) 44' | Reporte | 36' Piojo · 55' Óscar Martín · 94' Juanfer | Asistencia: 1000 espectadores Árbitro(s): Manuel Ángel Vaquero Girón | Asistencia: 1000 espectadores Árbitro(s): Manuel Ángel Vaquero Girón |
| C.D. Guijuelo gana 7-6 en los penaltis |                        |         |                                            |                                                                      |                                                                      |

| 10 de agosto de 2009, 21:00 h.          | Zamora | 0 – 2 | U.D. Salamanca             | Estadio Ruta de la Plata, Zamora                                     |                                                                      |
|                                         |        |       | 40' Akinsola · 81' Azkorra | Asistencia: 1200 espectadores Árbitro(s): Luis Javier Alberca García | Asistencia: 1200 espectadores Árbitro(s): Luis Javier Alberca García |
| U.D. Salamanca gana 5-4 en los penaltis |        |       |                            |                                                                      |                                                                      |

| 13 de agosto de 2009, 20:00 h.          | C.D. Guijuelo             | 2 – 3   | U.D. Salamanca                                | Estadio Municipal de Guijuelo, Guijuelo (Salamanca)               |                                                                   |
|                                         | Juanfer 48' · Juanfer 56' | Reporte | 26' Chopi · 36' Salva Sevilla · 77' Hugo Leal | Asistencia: 700 espectadores Árbitro(s): Jesús Rodríguez Cayetano | Asistencia: 700 espectadores Árbitro(s): Jesús Rodríguez Cayetano |
| U.D. Salamanca gana 5-4 en los penaltis |                           |         |                                               |                                                                   |                                                                   |

#### Grupo B
| Pos | Equipo        |  |     |     |     | Pts | PJ | PG | PE | PP | GF | GC | GAv |
| --- | ------------- |  | --- | --- | --- | --- | -- | -- | -- | -- | -- | -- | --- |
| 1   | Arandina C.F. |  | 9-0 | 0-0 | 1-0 | 7   | 3  | 2  | 1  | 0  | 10 | 0  | +10 |
| 2   | Burgos C.F.   |  |     | 0-0 | 1-0 | 4   | 3  | 1  | 1  | 1  | 1  | 9  | -8  |
| 3   | C.D. Numancia |  |     |     |     | 3   | 3  | 0  | 3  | 0  | 0  | 0  | 0   |
| 4   | C.D. Mirandés |  |     | 0-0 |     | 1   | 3  | 0  | 1  | 2  | 0  | 2  | -2  |

| 1 de agosto de 2009, 19:00 h.          | Arandina C.F. | 0 – 0 | C.D. Numancia | Estadio El Montecillo, Aranda de Duero (Burgos)                 |  |
|                                        |               |       |               | Asistencia: 900 espectadores Árbitro(s): Roberto Martínez Ramos |  |
| Arandina C.F. ganó 4-3 en los penaltis |               |       |               |                                                                 |  |

| 1 de agosto de 2009, 20:00 h.          | Burgos C.F.  | 1 – 0 | C.D. Mirandés | Estadio Municipal de El Plantío, Burgos                   |                                                           |
|                                        | Escudero 29' |       |               | Asistencia: 1000 espectadores Árbitro(s): César Díez Cano | Asistencia: 1000 espectadores Árbitro(s): César Díez Cano |
| C.D. Mirandés ganó 7-6 en los penaltis |              |       |               |                                                           |                                                           |

| 4 de agosto de 2009, 20:30 h.          | Arandina C.F.                                                                                                 | 9 – 0   | Burgos C.F. | Estadio El Montecillo, Aranda de Duero (Burgos)              |                                                              |
|                                        | Álex 1' · Gustavo 6' · Gustavo 14' · Marcos 26' · Arce 37' · Bastida 40' · Ayrton 55' · Saúl 74' · Ayrton 76' | Reporte |             | Asistencia: 150 espectadores Árbitro(s): Javier Pérez Martín | Asistencia: 150 espectadores Árbitro(s): Javier Pérez Martín |
| Arandina C.F. ganó 3-2 en los penaltis | |         |             |                                                              |                                                              |

| 5 de agosto de 2009, 19:00 h.          | C.D. Mirandés | 0 – 0 | C.D. Numancia | Estadio de Anduva, Miranda de Ebro (Burgos)                 |  |
|                                        |               |       |               | Asistencia: 1000 espectadores Árbitro(s): David Dolz García |  |
| C.D. Numancia ganó 4-3 en los penaltis |               |       |               |                                                             |  |

| 8 de agosto de 2009, 19:30 h.          | Arandina C.F. | 1 – 0 | C.D. Mirandés | Estadio El Montecillo, Aranda de Duero (Burgos)            |                                                            |
|                                        | Gustavo 55'   |       |               | Asistencia: 200 espectadores Árbitro(s): Álvar Lavín Pérez | Asistencia: 200 espectadores Árbitro(s): Álvar Lavín Pérez |
| Arandina C.F. ganó 3-0 en los penaltis |               |       |               |                                                            |                                                            |

| 8 de agosto de 2009, 20:00 h.          | Burgos C.F. | 0 – 0 | C.D. Numancia | Estadio Municipal de El Plantío, Burgos                    |  |
|                                        |             |       |               | Asistencia: 600 espectadores Árbitro(s): David Lavín Pérez |  |
| C.D. Numancia ganó 6-5 en los penaltis |             |       |               |                                                            |  |

#### Grupo C
| Pos | Equipo            |     |     |     |  | Pts | PJ | PG | PE | PP | GF | GC | GAv |
| --- | ----------------- | --- | --- | --- |  | --- | -- | -- | -- | -- | -- | -- | --- |
| 1   | C.F. Palencia     |     | 2-0 | 1-0 |  | 9   | 3  | 3  | 0  | 0  | 7  | 1  | +6  |
| 2   | Ponferradina      |     |     | 3-1 |  | 6   | 3  | 2  | 0  | 1  | 7  | 4  | +3  |
| 3   | Cultural Leonesa  |     |     |     |  | 1   | 3  | 0  | 1  | 2  | 1  | 4  | -3  |
| 4   | Atlético Bembibre | 1-4 | 1-4 | 0-0 |  | 1   | 3  | 0  | 1  | 2  | 2  | 8  | -6  |

| 30 de julio de 2009, 19:30 h.         | C.F. Palencia                    | 2 – 0 | Ponferradina | Estadio Nueva Balastera, Palencia                             |                                                               |
|                                       | Paulino (pen.) 49' · Paulino 61' |       |              | Asistencia: 800 espectadores Árbitro(s): Carlos Franco Galván | Asistencia: 800 espectadores Árbitro(s): Carlos Franco Galván |
| Ponferradina ganó 4-3 en los penaltis |                                  |       |              |                                                               |                                                               |

| 1 de agosto de 2009, 20:00 h.              | Atlético Bembibre | 0 – 0 | Cultural Leonesa | Estadio La Devesa, Bembibre (León)                                   |  |
|                                            |                   |       |                  | Asistencia: 200 espectadores Árbitro(s): José Antonio Quindós Macías |  |
| Atlético Bembibre ganó 5-3 en los penaltis |                   |       |                  |                                                                      |  |

| 5 de agosto de 2009, 20:00 h.              | Atlético Bembibre | 1 – 4   | C.F. Palencia                                                 | Estadio La Devesa, Bembibre (León)                         |                                                            |
|                                            | Olano 49'         | Reporte | 2' Benjamín · 14' Paulino · 45' Agostinho · 68' Chuchi (pen.) | Asistencia: 150 espectadores Árbitro(s): Jorge Ateca Yáñez | Asistencia: 150 espectadores Árbitro(s): Jorge Ateca Yáñez |
| Atlético Bembibre ganó 5-4 en los penaltis |                   |         |                                                               |                                                            |                                                            |

| 8 de agosto de 2009, 20:00 h.              | Atlético Bembibre | 1 – 4 | Ponferradina                                                   | Estadio La Devesa, Bembibre (León)                                   |                                                                      |
|                                            | Víctor Vega 59'   |       | 21' Ivi Vales · 39' Víctor Salas · 61' Berodia · 64' Ivi Vales | Asistencia: 500 espectadores Árbitro(s): José Antonio Quindós Macías | Asistencia: 500 espectadores Árbitro(s): José Antonio Quindós Macías |
| Atlético Bembibre ganó 5-4 en los penaltis |                   |       |                                                                |                                                                      |                                                                      |

| 11 de agosto de 2009, 20:00 h. | C.F. Palencia      | 1 – 0 | Cultural Leonesa | Estadio Nueva Balastera, Palencia                             |                                                               |
|                                | Paulino (pen.) 90' |       |                  | Asistencia: 500 espectadores Árbitro(s): Fernando Román Román | Asistencia: 500 espectadores Árbitro(s): Fernando Román Román |

| 27 de agosto de 2009, 19:00 h. | Ponferradina                    | 3 – 1 | Cultural Leonesa     | Estadio Compostilla, Ponferrada (León)                        |                                                               |
|                                | Nacho 15' · Nino 33' · Álex 54' |       | 44' Gonzalo González | Asistencia: 300 espectadores Árbitro(s): Luis García Iglesias | Asistencia: 300 espectadores Árbitro(s): Luis García Iglesias |

### Fase final
|  | Semifinales                               | Semifinales     |   |  | Final                              | Final |  |
|  |                                           |                 |   |  |                                    |       |  |
|  | Aranda de Duero, 16 de septiembre de 2009 |                 |   |  |                                    |       |  |
|  | Arandina C.F.                             | 0               |   |  |                                    |       |  |
|  | U.D. Salamanca                            | 5               |   |  |                                    |       |  |
|  |                                           |                 |   |  |                                    |       |  |
|  |                                           |                 |   |  | Salamanca, 16 de noviembre de 2010 |       |  |
|  |                                           |                 |   |  | U.D. Salamanca                     | 2     |  |
|  |                                           | Real Valladolid | 1 |  |                                    |       |  |
|  |                                           |                 |   |  |                                    |       |  |
|  |                                           |                 |   |  |                                    |       |  |
|  |                                           |                 |   |  |                                    |       |  |
|  | Palencia, 8 de septiembre de 2009         |                 |   |  |                                    |       |  |
|  | C.F. Palencia                             | 0               |   |  |                                    |       |  |
|  | Real Valladolid                           | 5               |   |  |                                    |       |  |

#### Semifinales
El Real Valladolid y la U.D. Salamanca fueron los cabezas de serie del sorteo.
| 8 de septiembre de 2009, 20:30 h. | C.F. Palencia | 0 – 5   | Real Valladolid                                                         | Estadio Nueva Balastera, Palencia                            |                                                              |
|                                   |               | Reporte | 9' Diego Costa · 24' Diego Costa · 46' Bueno · 72' Bueno · 87' Canobbio | Asistencia: 2000 espectadores Árbitro(s): Jorge Valdés Aller | Asistencia: 2000 espectadores Árbitro(s): Jorge Valdés Aller |

| 16 de septiembre de 2009, 18:15 h. | Arandina C.F. | 0 – 5 | U.D. Salamanca                                                      | Estadio El Montecillo, Aranda de Duero (Burgos)               |                                                               |
|                                    |               |       | 14' Azkorra · 40' Azkorra · 52' Azkorra · 60' Laionel · 65' Linares | Asistencia: 500 espectadores Árbitro(s): David Becerril Gómez | Asistencia: 500 espectadores Árbitro(s): David Becerril Gómez |

#### Final
La final estaba prevista que se disputase en fechas próximas al día de la comunidad, sin embargo, esa fecha se decidió posponer debido a la situación deportiva que atravesaban ambos clubes en sus respectivas ligas.
Una vez anunciado el calendario de la segunda edición, se anunció que esta final se jugaría el 13 de octubre de 2010, pero esta fecha sufrió un nuevo aplazamiento debido al mal estado del césped del Estadio Helmántico tras la disputa de un partido de la Selección española de fútbol. La final se disputa el 16 de noviembre de 2010, siete meses después de la fecha prevista, y 14 meses después de la disputa de las semifinales.

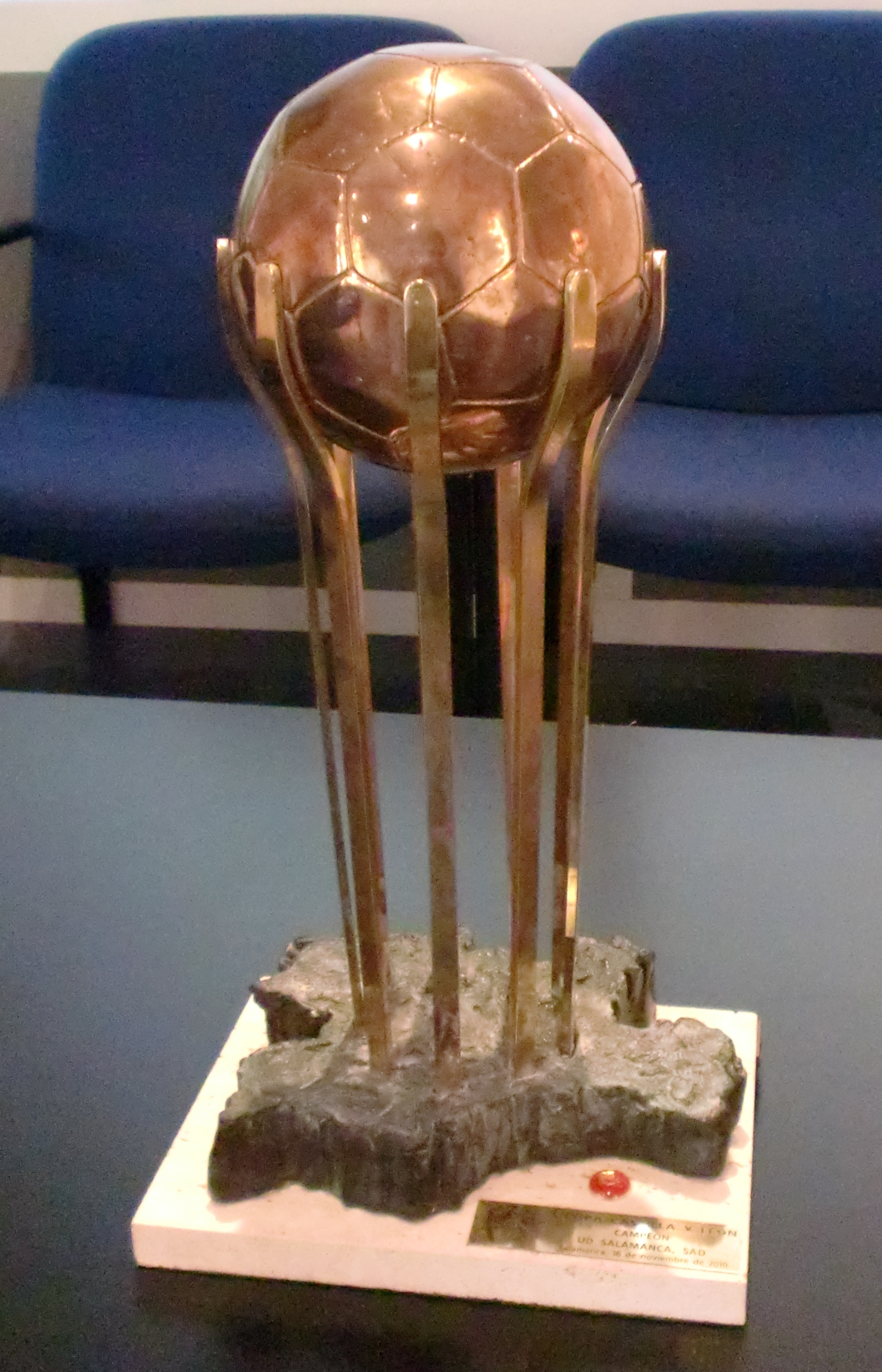

| 16 de noviembre de 2010, 20:30 h. | U.D. Salamanca                        | 2 - 1 | Real Valladolid | Estadio Helmántico, Salamanca                                   |                                                                 |
|                                   | Quique Martín 42' · Sergio García 60' |       | 21' Raúl Navas  | Asistencia: 5.402 espectadores Árbitro(s): Rubén Gómez González | Asistencia: 5.402 espectadores Árbitro(s): Rubén Gómez González |

## Goleadores
| # | Jugador     | Equipo          | Goles |
| - | ----------- | --------------- | ----- |
| 1 | Paulino     | C.F. Palencia   | 4     |
| * | Azkorra     | U.D. Salamanca  | 4     |
| 3 | Gustavo     | Arandina C.F.   | 3     |
| * | Juanfer     | C.D. Guijuelo   | 3     |
| 5 | Ayrton      | Arandina C.F.   | 2     |
| * | Ivi Vales   | Ponferradina    | 2     |
| * | Diego Costa | Real Valladolid | 2     |
| * | Bueno       | Real Valladolid | 2     |

## Clasificación completa
| Pos | Equipo            | Pts | PJ | PG | PE | PP | GF | GC | GAv |
| --- | ----------------- | --- | -- | -- | -- | -- | -- | -- | --- |
| 1º  | U.D. Salamanca    | 12  | 4  | 4  | 0  | 0  | 12 | 3  | +9  |
| 2º  | Real Valladolid   | 3   | 2  | 1  | 0  | 1  | 6  | 2  | +4  |
| 3º  | C.F. Palencia     | 9   | 4  | 3  | 0  | 1  | 7  | 6  | +1  |
| 4º  | Arandina C.F.     | 7   | 4  | 2  | 1  | 1  | 10 | 5  | +5  |
| 5º  | Ponferradina      | 6   | 3  | 2  | 0  | 1  | 7  | 4  | +3  |
| 6º  | C.D. Guijuelo     | 3   | 2  | 1  | 0  | 1  | 5  | 4  | +1  |
| 7º  | Burgos C.F.       | 4   | 3  | 1  | 1  | 1  | 1  | 9  | -8  |
| 8º  | C.D. Numancia     | 3   | 3  | 0  | 3  | 0  | 0  | 0  | 0   |
| 9º  | C.D. Mirandés     | 1   | 3  | 0  | 1  | 2  | 0  | 2  | -2  |
| 10º | Cultural Leonesa  | 1   | 3  | 0  | 1  | 2  | 1  | 4  | -3  |
| 11º | Atlético Bembibre | 1   | 3  | 0  | 1  | 2  | 2  | 8  | -6  |
| 12º | Zamora            | 0   | 2  | 0  | 0  | 2  | 1  | 5  | -4  |

- La clasificación está realizada según el promedio de puntos obtenidos por partido.